# T-80 (軽戦車)
T-80（ロシア語: Т-80 テー・ヴォースィェミヂェスャト）はソ連によって開発、運用された軽戦車である。
T-70に替わる軽戦車として開発されたが、少数が限定的に生産・配備されたのみに終わった。

## 概要
T-80はN.A.アストロフの戦車設計チームが開発したT-70M軽戦車の後継車両であり、T-70M軽戦車の砲塔を二人用の大型砲塔に換装し、エンジンを出力強化型のものに変更したものである。
砲塔はソ連軍軽戦車共通の欠点である、小さな一人用砲塔による戦車長の負担の大きさを改善したもので、砲塔リングを大型化したため、リング部は車体上部からはみ出る形となった。これにより砲塔内の人員配置が効率化され、総合戦闘能力が向上したが、砲塔を取り外さなければエンジン上面のハッチを開くことができなくなり、整備性が低下した。
武装はT-70と同じ45mm戦車砲および7.62mm機関銃各1基であったが、20度しか取ることの出来なかった主砲仰角が65度と大幅に大きくなった。この大仰角は市街戦において高層建築物の上層階を射撃できるようにするためと、対空射撃にも用いることを想定してのものである。主砲は後により強力なVT-42/43 68口径45mm戦車砲への換装も計画されたが、実現していない。
この新型軽戦車は1943年秋、T-80として採用されたが、偵察用軽戦車の需要は既に配備されているT-70以下の旧型軽戦車や、新たに偵察用として量産の始まったBA-64装輪装甲車、レンドリース法により送られてくる英米の軽戦車によって満たされていた。このため新たな軽戦車の大量生産の必要はないとされ、国営第40工場でわずか81輌が作られただけに止まった。T-80は訓練部隊に配備された他、T-70の補充用という形で少数が実戦配備されているが、いずれも配備数は小規模なものに留まっている。前線に配備された車両も1944年過ぎには引き揚げられて訓練用に廻され、戦後、1946年の時点で残存しているT-80は20台余りであった。

## T-90
T-80と同じくT-70Mの砲塔を換装したものとして、オープントップの銃塔に12.7mm DshK重機関銃2挺を搭載したT-90軽戦車が開発された。
当初、対空自走砲としてT-60の車体を用いる予定だったもので、後にベース車体がT-80と同じT-70Mの改良型に変更されたものだが、より強力なZSU-37対空自走砲が採用されることとなり、試作に終わった。

## 登場作品
『World of Tanks』（オンラインゲーム）
ソ連軽戦車T-80として登場。
『War Thunder』
ソ連軽戦車T-80として登場。

## 参照元
- “Soviet light tank T-70”.   Kubinka tank museum, Moscow. 2020年3月31日閲覧。 [リンク切れ]